# معاهدة إسطنبول (1700)
معاهدة إسطنبول أو القسطنطينية هي معاهدة وُقعت في 13 يوليو عام 1700 بين الدولة العثمانية وروسيا القيصرية. أنهت الحرب العثمانية الروسية التي دارت رحاها بين عامي 1686 و1700.
أمن القيصر الروسي بطرس الأكبر حيازة منطقة آزوف، محررا قواته للمشاركة في حرب الشمال العظمى. حلت معاهدة بروت محل تلك المعاهدة عام 1711 بعدما أن صارت الدولة العثمانية طرفا في هذه الحرب المعروفة باسم حملة نهر بروت.

## خلفية

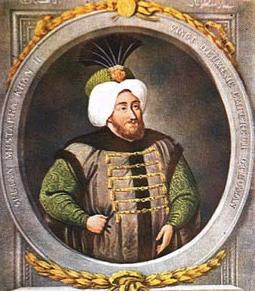
السلطان مصطفى الثاني

عضوا في التحالف المضاد للعثمانيين ("العصبة المقدسة")،  قاتل الروس ضد الدولة العثمانية في المسرح الشرقي للحرب التركية العظمى (الحرب العثمانية الروسية (1686-1700)). عندما بلغ باقي الأعضاء في الحلف المقدس — الإمبراطورية الرومانية المقدسة وجمهورية البندقية والكومنولث البولندي الليتواني - أهدافهم من الحرب انتهوا إلى سلام مع السلطان العثماني مصطفى الثاني في كارلوفجة (1699) وتجاهلوا المصالح الروسية تماماً. بدأت المفاوضات المنفردة عام 1698 عندما كانت روسيا لا تزال تناضل في منطقة دنيبر
ومضيق كيرتش الذي يربط بحر آزوف بالبحر الأسود. انضم القيصر الروسي بطرس الأكبر سخصياً إلى المفاوضات وانتهت إلى عامين من الهدنة مع الدولة العثمانية في كارلوفجة (سرمسكي كارلوفسي) ‏ في 25 ديسمبر 1698 (O. S.) / 26 يناير 1699. في هذه المرحلة حال التعارض بين مطالب بطرس التي تضمنت حماية المسيحيين محافظات البلقان العثمانية وبين الموقف العسكري لروسيا من الوصول إلى تسوية نهائية بين الطرفين، فضلاً عن عدم وجود دعم من قبل باقي أعضاء الحلف.
في الخريف، أرسل القيصر إميليان أوكرانسيف إلى الباب العالي
العثماني في القسطنطينية (اسطنبول) للتفاوض من أجل السلام، ووصل أوكرانسيف على متن سفينة حربية روسية في أوائل خريف عام 1699. كانت الأهداف الروسية الأولية هي اعتراف العثمانيين بالمكاسب الحربية الروسية حول آزوف وحرية الوصول إلى البحر الأسود من قبل السفن التجارية الروسية. تقدمت المفاوضات ببطء ووجد بطرس الأكبر نفسه تحت ضغط الوقت لمهاجمة الإمبراطورية السويدية خلال الحرب الشمالية العظمى (انظر أدناه) فقام بحث أوكرانسيف من أجل التوصل إلى السلام بسرعة وتم إسقاط الشرط الروسي الخاص بالوصول إلى البحر الأسود.

## بنود

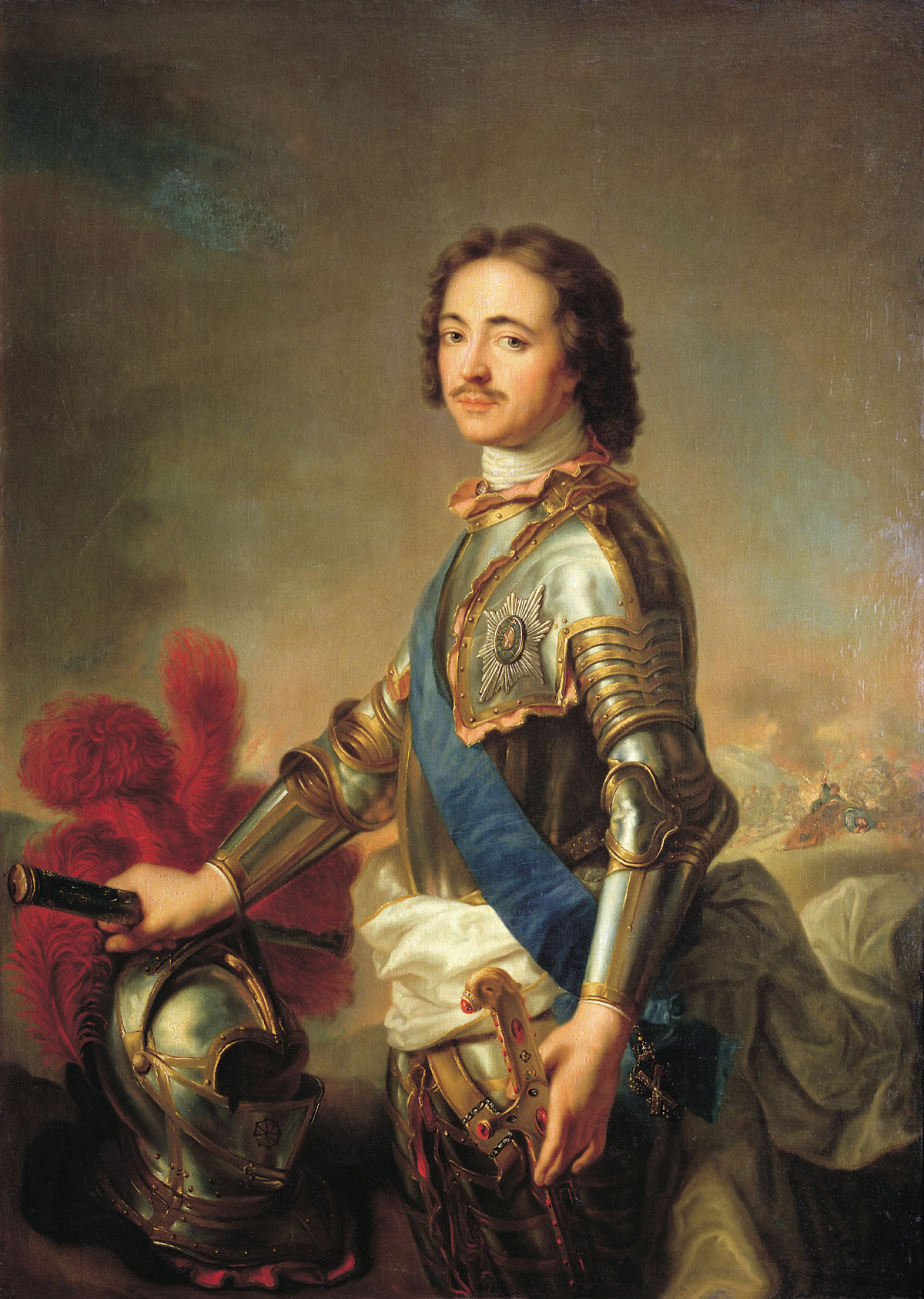
القيصر بطرس الأكبر

تم إبرام المعاهدة في 3 يوليو / 13 يوليو 1700 في إسطنبول. اتفقت قيصرية روسيا والدولة العثمانية على هدنة من المقرر أن تنتهي خلال 30 عاماً. اعترف السلطان بملكية روسيا لمنطقة آزوف وحصون تاغانروغ الحديثة وبافلوفسك [بحاجة لمصدر]وميوس أسقطت روسيا مطالبتها لمضيق كيرتش ولكنها أعفيت من دفع الجزية السنوية إلى خانية القرم المدفوعة منذ احتلال موسكو من قبل القبيلة الذهبية، والحصون على طول نهر الدنيبر التي دُمرت من قبل القوات الروسية تم إعادتها إلى الإمبراطورية العثمانية. تم إعلان منطقة الدنيبر السفلى جنوب بلدية زابوريجيا والمنطقة بين بيريكوب وميوسكي مناطق منزوعة السلاح. أكد السلطان أكد أن تابعيه من تتار القرم لن يهاجموا روسيا، في المقابل وعد القيصر بأن تابعيه من قوزاق الدون وقوزاق زابوريجيا لن يهاجموا الدولة العثمانية.
وعد كلا الطرفين بعدم بناء أي التحصينات على طول الحدود، كما وعدت الدولة العثمانية بتحرير أسرى الحرب الروس، أعطى السلطان مزيد من السماح لحرية مرور الحجاج الروس إلى الأراضي المقدسة والتمثيل الدبلوماسي الروسي في القسطنطينية.

## أثر الحرب الشمالية العظمى
إبرام المعاهدة ووإحلالها عام 1710 كان مرتيطاً ارتباطاً وثيقاً الحرب العظمى الشمالية التي كانت قد بدأت قبل وقت قصير من نهايتها. تفاوض بطرس الأكبر مع حلفائه أغسطس الثاني من سكسونيا والكومنولث البولندي الليتواني وفريدريك الرابع الدنماركي-نرويجي على الهجوم من ثلاث جبهات ضد الإمبراطورية السويدية : يقوم بطرس بالهجوم على إنغيريا السويدية وأغسطس بالهجوم ليفونيا السويدية فريدريك بالهجوم هولشتاين-غوتورب حليفة السويد. كان هجوم بطرس مشروطاً واُتفق على أن يبدأ بعد إتمام السلام الروسي-العثماني. ونتيجة لذلك، تأخر الهجوم الروسي تأخر حتى هُزمت الدنمارك بالفعل يار بطرس الأكبر بجيشه من موسكو، مما مكن السويد لمواجهة الهجوم الروسي على إنجيريا والنجاح في صده.
أصبحت الدولة العثمانية مشاركة في الحرب بعد 9 سنوات عندما هُزم شارل الثاني عشر ملك السويد من قبل بطرس الأكبر في معركة بولتافا ثم عسْكر المتبقي من جيشه في بندر العثمانية. أدى هذا إلى مواجهة أخرى بين السلطان والقيصر بلغت ذروتها بإعلان العثمانيين الحرب والحملة الروسية الفاشلة على بروت، ونتيجة لذلك حلت معاهدة بروت (1711) محل معاهدة إسطنبول التي بموجبها عادت آزوف للسلطان وتدميرها بعد ذلك، وصلح أدرنة (1713) الذي استعاد السلام بين الإمبراطوريتين الروسية والعثمانية والمقرر أن يستمر 25 عاماً. على الرغم من أن السلطان أعلن الحرب على بطرس ثلاث مرات في الفترة بين بروت وأدرنة إلا أنه لم يقع قتال فعلي، وهكذا أنهت معاهدة بروت فعلياً التدخل العثماني في الحرب الشمالية العظمى.